# Kshatriya
Cette page contient des caractères spéciaux ou non latins. S’ils s’affichent mal (▯, ?, etc.), consultez la page d’aide Unicode.
 (décembre 2022).
Si vous disposez d'ouvrages ou d'articles de référence ou si vous connaissez des sites web de qualité traitant du thème abordé ici, merci de compléter l'article en donnant les références utiles à sa vérifiabilité et en les liant à la section « Notes et références ».
Le terme kshatriya (kṣatriya, क्षत्रिय, qui a le pouvoir temporel, aussi - râjanya) ou chhetri/kshettri (en népalais : क्षेत्री) désigne un membre de la deuxième caste hindoue (varṇa, वर्ण, « couleur ») en partant du haut : la caste des rois, des nobles et des guerriers. Ce système, ainsi que la littérature religieuse hindoue, seraient issus de l'Inde du Nord.
Le système de castes implique que les humains naissent en appartenant à tel ou tel rang social. Avec le temps, une partie des membres de cette caste sont devenus des commerçants. Cette caste il y a plusieurs siècles était d'ailleurs censée défendre la religion hindoue et ses préceptes.[réf. nécessaire]
Dans le sikhisme, on emploie le mot khatri.[réf. nécessaire]

## Histoire

### Étymologie
Kshatra, en sanskrit, est une forme dérivée qui signifie « domination, pouvoir, gouvernement » de la racine kshi « régner, gouverner, posséder ».
Au début de la civilisation indienne, le guerrier était appelé Rājanya, plutôt que Kshatriya. Ce terme était formé à partir de la forme adjective Rājan signifiant « gouverneur », de la racine Rāj.

### Origine
On connaît mal les origines de cette caste. Le Veda et des épopées mythologiques telles que Mahābhārata et le Ramayana évoquent des lignées mythiques, ayant pour origine le Soleil, la Lune...
Historiquement, de nombreux rois sont apparus venant de membres d'autres castes (brahmane principalement) ou de conquérants non-hindous. De facto, on peut penser que les conquérants aryens venant des plateaux iraniens aux alentours de 2000 av. J.-C., fondateurs du système de castes, sont les premiers Kshatriya, en accord avec la thèse de l'invasion aryenne.

## Religions

### Dans l'hindouisme
La notion de Kshatriya s'applique essentiellement à la religion hindoue. Contrairement au brahmane, qui est une autorité spirituelle, hors de la durée, dans l'immuable; le Kshatriya est "le représentant, le gardien du pouvoir temporel".

#### Symbolisme
- Définie dans Manusmriti, la couleur rouge symbolisant force, passion, valeur, sang et sacrifice.
- Le figuier des pagodes

### Dans le sikhisme
Le terme penjabi "khatri" (ou khatris) est le terme, équivalent au mot sanskrit kshatriya, utilisé dans le sikhisme. Les dix gurus du sikhisme ont appartenu à cette caste. Les sikhs rejettent l'idée même des castes et sont pour l'égalité des humains.[réf. nécessaire] Récemment[Quand ?], les khatris (qui sont sikhs) ont été marqués par la partition des Indes, qui a créé une séparation entre les membres de la caste. Ils ont migré dans toute l'Inde même s'ils restent concentrés dans l'est du Penjab et l'Uttar Pradesh. Aujourd'hui de nombreux hommes d'affaires sont originaires de la caste des khatri.

## Les castes indiennes
Les castes Kshatriyas représentent les castes les plus glorieuses du point de vue historique.[non neutre]On peut énumérer les gens de Jat Kshatriya aux côtés Rajputs, Kurus, Panchalas, Kosalas, Matsyas, Magadhas, Chedis, Yadus, Kambojas, Gandhâras, Kekayas, Mauryas, Guptas, Chalukyas, etc.
Les kshatriyas ont toujours occupé, jusqu'à récemment, la première place dans la civilisation indienne. Les grands textes sacrés hindous ne cessent de les glorifier :[réf. nécessaire]
« Praja arya jyotiragrah' »
« Les personnes gouvernées par un aryen sont guidées par la grâce divine. »
— Rig-Véda, VII. 33.17
Le prince Rama d'Ayodhya est présenté dans le Ramayana comme l'archétype du parfait Aryen.
« Arya sarva samascaiva sadaiva priyadarsanah »
« Un aryen qui travaillait pour l'égalité de tous, qui était chéri de tous. »
Les statuts de ces castes ont pu changer au cours du temps, mais les castes suivantes sont considérées traditionnellement comme étant Kshatriya.

### Suryavanshi et Chandravanshi
Certaines communautés se sont partagées entre les deux castes[Lesquelles ?].
- Khatri
- Kurmis
- Kunbis ou Kanbis/Kambes
- Marâthas

1. 60 clans (Suryavansi)
2. 36 clans (Chandravansi)

- Raju

#### Suryavanshis
- Kachwaha
- Lohanas
- Rathore
- Tomara
- Kunwars (Chhetri clan)
- Dynastie Rana du Népal
- Dynastie Thapa du Népal et clan Bagale Thapa[5]
- Dynastie Basnyat du Népal et clan Sripali Basnyats
- Khapatari Basnyats

#### Chandravanshis

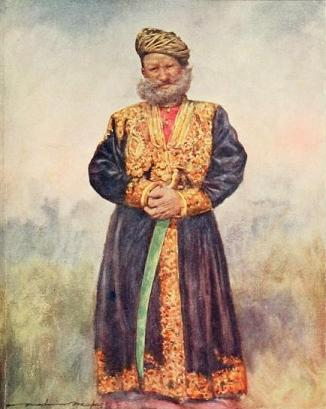
Un Rajput de Rajgarh, peint par Mortimer Menpes, 1910.

- Yadav
- Chandel
- Haihayvanshi (sous-dynastie)
- Dynastie Shah du Nepal

### Agnivanshi
De nombreux Rajputs sont connus pour être des Kshatriyas Agnivanshi. L'agni Purana (sanskrit : agni signifie feu) raconte que les Rajputs sont nés du feu du mont Abu, au nord-ouest de l'Inde, après la destruction des Kshatriyas épiques.
On suppose alors qu'ils sont les descendants des tribus Sakas Indo-Scythes. La génétique moderne confirmerait l'origine scythe des Rajputs. Néanmoins, le terme « Rajputs » a été adopté après le règne des kshatriyas Guptas au IXe siècle.
- Rajputs

1. Gurjara
2. Solankî
3. Pratîhâra
4. Chauhans
5. Paramara

### Nagavanshi
Ce sont les kshatriyas du sud de l'Inde, en particulier du Kerala descendants de la dynastie des Serpents nommés Nagavansham.
- Jats
- Bunt
- Nayars
- Varma
- Nambiar
- Unnithan
- Kurup
- Panicker

### Adorateur du feu et du Soleil
- Sakas
- Yavanas
- Kambojas
- Pahlavas
- Paradas
- Sisodias [8]

### Autres castes
- Gurkhas
- Soods
- Kiratas
- Aroras
- Bhatias
- Daradas
- Dogras

## Hors d'Inde

### Hindouisme

#### Kshatriyas de Bali
Environ 40 % de la population totale de Bali, qui constituent la majorité des hindous indonésiens, est Kshatriya.[réf. nécessaire] L'hindouisme en Indonésie a un système de castes et est très influencé par le Veda.